# هک بزرگ
هک بزرگ (انگلیسی: The Great Hack) یک فیلم مستند به کارگردانی جیهان نجیم و کریم عامر است که به رسوایی فیس‌بوک-کمبریج آنالیتیکا می‌پردازد. نجیم و عامر پیش از این مستند، برای مستندهای میدان، اتاق کنترل و استارتاپ.کام نامزد دریافت جایزهٔ اسکار شدند. این مستند برای اولین بار در جشنواره فیلم ساندنس ۲۰۱۹ به‌نمایش درآمد و در ۲۴ ژوئیه ۲۰۱۹ در نتفلیکس منتشر شد.
دیوید کارول از مدرسهٔ طراحی پارسونز و نیو اسکول، بریتنی کایزر، مدیر سابق توسعهٔ کسب‌وکار کمبریج آنالیتیکا و کارول کادوالادر، روزنامه‌نگار تحقیقی بریتانیایی، از شخصیت‌های محوری این مستند هستند. روایت‌های آن‌ها کمک می‌کند تا اقدامات کمبریج آنالیتیکا در سیاست کشورهای مختلف، به‌ویژه در کارزار برگزیت و انتخابات آمریکا در سال ۲۰۱۶ مشخص شود.

## پیشینه
گروه اس‌سی‌ال یک شرکت خصوصی تحقیقاتی و ارتباطات راهبردی بود که به مطالعه و تأثیرگذاری بر رفتار جمعی می‌پرداخت. این شرکت با ادعای تخصص در جنگ روانی، در عملیات‌های نظامی و سیاسی اواخر دههٔ ۱۹۹۰ میلادی در سراسر جهان فعالیت می‌کرد که شامل انتخابات‌های کشورهای در حال توسعه در اوایل دههٔ ۲۰۰۰ میلادی نیز می‌شد. با هدف کسب و کار در زمینهٔ انتخابات آمریکا، شرکت تابعهٔ کمبریج آنالیتیکا در سال ۲۰۱۲ تشکیل شد.
در سال ۲۰۱۵، کمبریج آنالیتیکا، شرکت مشاور سیاسی مستقر در بریتانیا، فعالیت خود به نمایندگی از پویش انتخاباتی تد کروز را برای کسب نامزدی جمهوری‌خواهان آمریکا در سال ۲۰۱۶ آغاز کرد. این شرکت با جمع‌آوری مجموعه‌ای از داده‌های کاربران فیس‌بوک، از این شبکهٔ اجتماعی به عنوان ابزاری برای «نظارت بر رأی‌دهندگان سیاسی» استفاده کرد. تحقیقات مستقل در زمینهٔ داده‌کاوی، همراه با گزارش‌های افشاگرانه از تأثیر این شرکت بر برگزیت، منجر به بروز رسوایی نفوذ رسانه‌های اجتماعی در انتخابات سیاسی شد.
در این فیلم، رسوایی کمبریج آنالیتیکال از نگاه افراد مختلف و درگیر در این ماجرا بررسی می‌شود.

## رسوایی
کمبریج آنالیتیکال که شرکت مسئول در این رسوایی به‌شمار می‌رود به کلان‌داده اختصاص داشت. داده‌های جمع‌آوری شده قرار بود به عنوان بخشی از راهبرد فروش، شامل فعالیت‌های گسترده تبلیغاتی می‌شد که به شیوه‌ای شخصی برای هر کاربر استفاده شود. نتایج این کارزار به اخلال در سیاست‌های ایالات متحده و بریتانیا انجامید و ادعاهایی مبنی برهم‌دستی بنگاه‌های رسانه‌های اجتماعی مانند فیس‌بوک را در پی داشت.
برداشت غیرقانونی از داده‌های شخصی برای اولین بار در دسامبر ۲۰۱۵ و از سوی هری دیویس، روزنامه‌نگار گاردین مطرح شد. او گزارش داد که کمبریج آنالیتیکال برای آمریکا و تد کروز کار می‌کند و از داده‌های میلیون‌ها حساب فیس‌بوک بدون رضایت کاربران استفاده کرده‌است. فیس‌بوک پاسخ داد که در حال بررسی موضوع است و از اظهارنظر بیشتر خودداری کرد. پس از آن گزارش‌های بیشتری دربارهٔ این موضوع منتشر شد. به عنوان مثال در نشریهٔ سوئیسی داس مگزین با نوشتار هانس گراسگر و میکائیل کروگروس (دسامبر ۲۰۱۶ که بعدها این گزارش ترجمه و در وایس منتشر شد)، کارول کادوالادر در گاردین (آغاز از فوریه ۲۰۱۷) و متاتیاس شوارتز در اینترسپت (مارس ۲۰۱۷). بریتنی کایزر مدیر سابق توسعهٔ کسب و کار در کمبریج آنالیتیکا فاش کرد که تمامی گزارش‌های منتشر شده در رسانه‌ها دربارهٔ نقش کمبریج آنالیتیکا در کارزار برگزیت و پویش انتخاباتی تد کروز درست است.
این رسوایی به جایی رسید که مارک زاکربرگ، بنیان‌گذار فیس‌بوک مجبور شد به‌طور رسمی در کنگرهٔ ایالات متحده شهادت دهد.

## خلاصه داستان
زمانی که الکساندر نیکس، مدیر اجرایی سابق کمبریج آنالیتیکال در کانال ۴ حضور یافت و گفت که ۵٬۰۰۰ نقطه داده از هر رأی دهنده آمریکایی در اختیار دارند، دیوید کارول به این گفته‌ها توجه ویژه‌ای کرد. او نبرد قانونی را در پیش گرفت تا تلاش کند داده‌های خود را به کمک راوی نیک، از وکلای آی‌تی‌ان که متخصص در زمینهٔ حریم خصوصی در بریتانیا است نجات دهد و آن‌ها را پس بگیرد. از آنجا که کمبریج آنالیتیکال داده‌های کاربری را از طریق اس‌سی‌ال و در بریتانیا پردازش کرده‌بود، به همین دلیل شکایت کارول از این شرکت در حوزهٔ اختیارات قضایی بریتانیا قرار گرفت. در ۴ ژوئیه ۲۰۱۷ کارول شکایتی را به دفتر کمیساریای اطلاعات بریتانیا (ICO) ارائه کرد. در نتیجهٔ تحقیقات، اس‌سی‌ال به دلیل عدم موفقیت در افشای اطلاعاتی که از شهروند آمریکایی نگهداری می‌کند به پرداخت ۱۵٬۰۰۰ پوند جریمه محکوم شد. همچنین جریمه‌ای ۵۰۰٬۰۰۰ پوندی هم برای فیس‌بوک به دلیل «اجازه به توسعه‌دهندگان برای دسترسی به داده‌های کاربران بدون کسب موافقت کافی از آن‌ها» در نظر گرفته‌شد.
در جریان نبرد حقوقی کارول، سی‌اس‌ال به عنوان شرکت مادر کمبریج آنالیتیکال اعلام ورشکستگی کرد. با بررسی اقدامات کمبریج آنالیتیکا، مشخص شد که این شرکت قوانین حریم خصوصی بریتانیا را نقض کرده‌است. دفتر کمیساریای اطلاعات بریتانیا در بیانیه‌ای اعلام کرد: «اگر سی‌اس‌ال در شکل اصلی خود وجود داشت، قصد ما این بود که برای این شرکت جریمهٔ قابل توجهی را به دلیل نقض شدید یکی از اصل‌های اساسی قانون حفاظت از داده‌های کاربران مبنی بر پردازش ناعادلانهٔ داده‌های مردم برای مقاصد سیاسی از جمله اهداف مرتبط با مبارزات انتخاباتی ریاست جمهوری آمریکا در سال ۲۰۱۶ صادر کنیم.»
همزمان با نبرد قانونی کارول، روزنامه‌نگاری تحقیقی به نام کارول کادوالادر کار خود در زمینهٔ تأثیرگذاری کمبریج آنالیتیکا را ادامه می‌دهد. این کار، او را به افشاگری می‌رساند که کریستوفر وایلی نام دارد؛ کسی که توضیح می‌دهد چگونه هدف‌گیری مبتنی بر خصوصیات فردی، به همراه برداشت انبوه اطلاعات باعث تأثیرگذاری در انتخابات شده‌است. مصاحبه‌های اختصاصی کادوالادر با وایلی که در آبزرور منتشر می‌شد آشکار کرد که چگونه شگردهای پروفایل‌سازی روان‌شناختی باعث شد تا از داده‌های کاربران به کمک یکی از اساتید دانشگاه کمبریج به نام الکساندر کوگان سوء استفاده شود. این ادعاها موجب علنی شدن رسوایی کمبریج آنالیتیکا شد و وایلی را به شهادت در پارلمان بریتانیا و ذکر نام بریتنی کایزر، از مدیران سابق کمبریج آنالیتیکال هدایت کرد.
سازندگان فیلم، بریتنی کایزر را در تایلند رهگیری کردند؛ جایی که ممکن است به افشاگری تبدیل شود که اطلاعات خود دربارهٔ کمبریج آنالیتیکا را علنی کند و شاید هم از پرسش و پاسخ‌ها فرار کند. به کمک پاول هیلدر، نویسنده و کارآفرین زادهٔ بریتانیا، او تصمیم گرفت که به واشینگتن، دی.سی. بازگردد تا شفاف سازی کند. او با استفاده از اسنادی که از آرشیو کمبریج آنالیتیکال در اختیار داشت، نشان داد که چگونه این شرکت با استفاده از هدف‌گیری مبتنی بر خصوصیات فردی مؤثر بر گروه کوچکی از افراد که دارای رأی بالقوه هستند، بتواند بر نتیجهٔ انتخابات‌های ۲۰۱۶ آمریکا تأثیر بگذارد.

## چهره‌ها
- کارول کادوالادر، روزنامه‌نگار تحقیقی بریتانیایی و مقاله‌نویس آبزرور
- دیوید کارول، استادیار طراحی رسانه در مدرسهٔ طراحی پارسونز واقع در نیو اسکول؛ کسی که شکایتی براساس قانون حفاظت از داده‌های بریتانیا علیه کمبریج آنالیتیکا تنظیم کرد تا بتواند تاریخچهٔ اطلاعاتی که این شرکت از او دارد را دریافت کند.[۱۹]
- بریتنی کایزر، مدیر سابق توسعهٔ کسب و کار گروه اس‌سی‌ال که شرکت مادر کمبریج آنالیتیکا بود.
- جولیان ویتلند، آخرین مدیر اجرایی، مدیر سابق عملیات و مدیر ارشد مالی کمبریج آنالیتیکا و رئیس هیئت مدیره اس‌سی‌ال.
- راجر مک‌نامی، سرمایه‌گذار خطرپذیر و از سرمایه‌گذاران اولیهٔ فیس‌بوک.
- کریستوفر وایلی، مدیر سابق تحقیقات در کمبریج آنالیتیکا و افشاگر.

## بازخورد
راتن تومیتوز گزارش کرد که ۸۷٪ منتقدان نظر مثبتی دربارهٔ فیلم داشته‌اند که این درصد از روی ۵۲ نقد به دست آمده‌است. در جمع‌بندی منتقدان راتن تومیتوز آمده‌است: «هک بزرگ نمای هشداردهنده‌ای از داده‌هایی است که برای مقاصد سیاسی مسلح شده‌اند و آنچه ممکن است در انتخابات‌های آینده رخ دهد.» پیتر بردشاو دربارهٔ این فیلم در گاردین نوشت: «بزرگ‌ترین رسوایی دوران ما: یک علامت سؤال غول‌پیکر دربارهٔ قانونی بودن رأی برگزیت» و به آن پنج ستاره داد.